# 佩德罗西略埃尔拉洛
佩德罗西略埃尔拉洛，是西班牙卡斯蒂利亚-莱昂萨拉曼卡省的一个市镇。 总面积8平方公里，总人口144人（2001年），人口密度18人/平方公里。